# Manade du Joncas
La manade du Joncas est un élevage de taureaux de Camargue fondé en 1980 par Patrice Brouillet.

## Historique
Patrice Brouillet découvre le site sur lequel il installe en 1980 lors d'une promenade à cheval.

Les pâturages s'étendent sur les communes de Saint-André-d'Olérargues, Verfeuil et Issirac, et La Capelle-et-Masmolène.

## Palmarès
La manade a élevé plusieurs cocardiers de renom, dont Dalton, Biòu d'or en 1996, et Loriot, Biòu de l'avenir la même année.